# Clepsis senecionana
Clepsis senecionana es una especie de polilla del género Clepsis, categorizada en la tribu Archipini, de la subfamilia Tortricinae.

## Distribución
Se distribuye por Alemania, Suecia y Rusia.

## Taxonomía
Fue descrita por Hubner en 1818 y publicada en (Tortrix), Samml. Eur. Schmett. "7: pl. 42, fig. 263".